# 瓦连京·瓦连尼科夫
瓦连京·伊万诺维奇·瓦连尼科夫（俄语：Валентин Иванович Варенников，1923年12月15日—2009年5月6日）前苏联/俄罗斯将军、政治家，曾任苏联国防部副部长兼陆军总司令，参与策划苏联入侵阿富汗的军事行动，1991年苏联八一九政变的主要策划人之一。

## 生平
1923年，出生于苏联克拉斯诺达尔。
1942年，毕业于切尔卡斯基步兵学校速成班。
1942年，在斯大林格勒战役中担任排长。
1943年，担任第35步兵师炮兵连长。
1944年，任反坦克连上尉连长。
1945年，随白俄罗斯第一方面军第8近卫集团军一齐攻克柏林。
1950年，被调往基辅军区任职。
1954年，被调往北方军区任职。
1965年，被调往列宁格勒军区任职。
1968年，进入总参军事学院学习。
1972年，任驻德苏军集群第一副总司令。
1973年，晋升中将军衔，任喀尔巴阡军区司令。
1978年，晋升大将军衔，任苏联武装力量第一副总参谋长。
1979年，苏联入侵阿富汗，奉命参战。
1984年，任驻阿富汗苏军总司令。
1986年，切尔诺贝利核事故，负责抢险救灾。
1988年，授予苏联英雄称号，并授予金星奖章。
1989年，任苏联国防部副部长兼陆军总司令。
1991年，参与成立国家紧急状态委员会。8月，被关进监狱。
1994年，无罪释放。
2009年，在莫斯科逝世。